# كأس نيوزيلندا 1986
كأس نيوزيلندا 1986 (بالإنجليزية: 1986 Chatham Cup)‏ هو موسم من كأس نيوزيلندا. فاز فيه North Shore United AFC ‏.